# سوآن (آتلانتیکو)
سوآن (انگلیسی: Suán, Atlántico) یک منطقه مسکونی در کشور کلمبیا است.